# Кититас
Кѝтитас (на английски: Kittitas) е град в окръг Кититас, щата Вашингтон, САЩ. Кититас е с население от 1105 жители (2000) и обща площ от 1,6 km². Намира се на 502 m надморска височина. ЗИП кодът му е 98934, а телефонният му код е 509.